# Nous (chanson d'Hervé Vilard)
Pour les articles homonymes, voir Nous.
Clip vidéo
[vidéo] « Hervé Vilard - Nous », sur YouTube
[vidéo] « Donna, Donna Mia - Toto Cutugno », sur YouTube
Nous est une chanson française d'Hervé Vilard, enregistrée en single,, intégrée à son album 14 chansons d'or de 1983, un des grands succès de sa carrière et de la chanson française.

## Histoire
Suite au succès international fulgurant de son premier tube Capri c'est fini de 1965, Hervé Vilard récidive sur le même thème en reprenant et enregistrant en France le tube de l'été italien 1978 Donna donna mia de Toto Cutugno, adapté avec des paroles françaises par le parolier Claude Lemesle sur le thème d'une rupture déchirante et douloureuse d'un premier amour enflammé : « Nous c'est une illusion qui meurt, d'un éclat de rire en plein cœur, c'est la fin du premier amour, ma vie qui appelle au secours, j'en rêve et j'en crève mais, pourquoi, pourquoi, pourquoi, pourquoi, pourquoi le silence ? pourquoi ce grand vide quand je pense à, nous... ».
Le single est la 2e meilleure vente de l'année 1979 en France, et disque d'or, avec plus d'un million d'exemplaires vendus. Hervé Vilard se produit alors pour la première fois de sa carrière en vedette sur la scène de l'Olympia de Paris, du 31 décembre 1979 au 6 janvier 1980. Son album 14 chansons d'or de 1983 est également certifié disque d'or (plus de 100 000 ventes).
Hervé Vilard et Didier Barbelivien écrivent une suite informelle deux ans plus tard, avec leur nouveau tube de l'été 1980 Reviens, à nouveau adapté du tube italien Il cielo è sempre un po'piu blu de Toto Cutugno, 7e meilleure vente de l'année en France, avec plus de 800 000 exemplaires vendus.